# Harker Heights

Harker Heights est une ville située à l'est de Killeen et au centre du comté de Bell, au Texas, aux États-Unis,.

## Démographie
Lors du recensement de 2010, la ville comptait une population de 26 700 habitants. Elle est estimée, le 1er juillet 2019, à 32 126 habitants.

### Source de la traduction
- (en) Cet article est partiellement ou en totalité issu de l’article de Wikipédia en anglais intitulé « Harker Heights, Texas » (voir la liste des auteurs).